# Lingua Montenegrina
Lingua Montenegrina je specijalizirani časopis za proučavanje crnogorskog jezika, jezikoslovna, književna i kulturna pitanja, u nakladi Institut za crnogorski jezik i književnost.
Redakcijski odbor časopisa čine: dr. Radoslav Rotković (Herceg Novi), dr. Josip Silić (Zagreb), dr. Svenka Savić (Novi Sad), dr. Vukić Pulević (Podgorica), dr. Milorad Nikčević (Osijek), Žarko L. Đurović (Cetinje), dr. Amira Turbić-Hadžagić (Tuzla), dr. Przemyslav Brom (Katowice), Aleksandra Banjević (Podgorica), dr. Aleksandra Nikčević-Batrićević (Podgorica), dr. Ljudmila Vasiljeva (Lavov), dr. Milica Lukić (Osijek), Aleksandar Radoman (Podgorica), Stevan Konstantinović (Novi Sad), Čedomir Drašković (Cetinje), Goran Drinčić (Podgorica), glavni i odgovorni urednik dr. Adnan Čirgić (Podgorica).
Okuplja brojne suradnike iz zemlje i inozemstva.
Izlazi dva puta godinšnje: 1. lipnja i 1. prosinca.

## Vanjske poveznice
- Stranica Fakulteta za crnogorski jezik i književnost, na kojoj su dostupn brojevi časopisa "Lingua Montenegrina"  Arhivirana inačica izvorne stranice od 17. veljače 2020. (Wayback Machine)